# Vignemale
Der Vignemale bzw. Pico Viñamala ist einer der rund 200 über 3000 Meter hohen Berge in den Pyrenäen. Der 3298 m hohe Gipfel des Pique-Longue liegt auf dem Grenzkamm zwischen der spanischen Provinz Huesca im Norden der Region Aragonien und der Gemeinde des Cauterets im französischen Département Hautes-Pyrénées.

## Aufstieg
Ausgangspunkt der normalen Route zur Besteigung des Vignemale ist das Refuge de Bayssellance (2651 m) . Von dort führt der Pfad zunächst östlich etwas bergab und zweigt in einer Spitzkehre (ca. 2520 m) von den hier gemeinsam verlaufenden HRP und GR 10 nach Süden ab. Der Weg gewinnt entlang der Gletscherbäche von Ossoue rasch an Höhe und führt zum unteren Ende des Ossoue-Gletschers. Je nach Zustand des Gletschers kann man den Weg hier über den mit Spalten durchzogenen Gletscher fortsetzen (Steigeisen und Eispickel erforderlich) oder am unteren Rand südlich bis zur Crête Montferrat weitergehen um den Gletscher zunächst zu umgehen. Nach der Überquerung des Ossoue-Gletschers ist noch eine leichte Kletterpartie bis zum Gipfel zu absolvieren (ca. drei Stunden vom Réfuge de Bayssellance).
Der Gipfel bietet eine Aussicht nach Osten auf den Grat des Cirque de Gavarnie und das Massiv des Monte Perdido, nach Westen auf den Balaïtous und den Pic du Midi d’Ossau, nach Norden auf das Massiv von Néouvielle und bis in die weiten Ebenen Frankreichs hinein.

## Erstbesteigung
Am 1. August 1792 bemerkten einige Schäfer ein Signal vom Gipfel des Pic de Montferrat, welches von einer Gruppe von Landvermessern abgegeben wurde. Die von dem Geodäten Louis-Philippe Reinhart Junker angeleiteten Landvermesser ermittelten den Verlauf der Grenze und der Höhe der Gipfel. Am nächsten Tag, dem 2. August 1792 bemerkten dieselben Schäfer ein Signal vom Gipfel des Pique-Longue, dem Hauptgipfel des Vignemale. Die Namen der Landvermesser sind jedoch nicht bekannt.
Die erste belegte Besteigung erfolgte dann am 8. Oktober 1837 durch Henri Cazaux und Bernard Guillembet über den Ossoue-Gletscher. Da die beiden bei dem Aufstieg mehrfach in Gletscherspalten gefallen waren, wählten sie zum Abstieg die westliche Route über die Felspfeiler hinab in das spanische Ara-Tal.
Schon im folgenden Jahr erfolgte dann die erste touristische Besteigung durch Anne Lister (1791–1840), geführt von Henri Cazaux und Bernard Guillembet sowie Jean-Pierre Charles und Jean-Pierre Sajous.
Am 7. August 1889 folgte die erste Besteigung des Vignemale durch den Couloir de Gaube von Henri Brulle, Jean Bazillac, Célestin Passet, François Bernat-Salles und Roger de Monts.

## Erste Winterbesteigung
Die erste Winterbesteigung erfolgte am 11. Februar 1869 durch den Pyrenäeisten Graf Henry Russell (1834–1909) geführt von den Brüdern Hyppolyte und Henri Passet aus Gavarnie.

## Gipfelpanorama

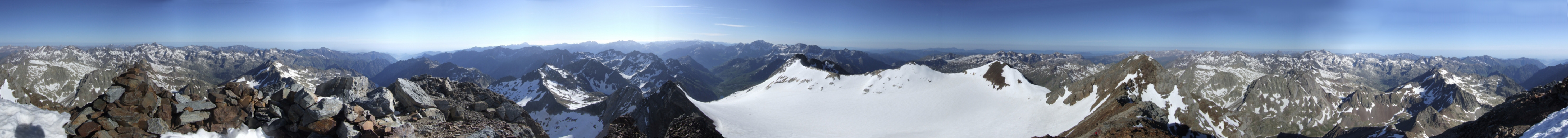
Panoramablick vom Gipfel des Pique Longue